# Lonchorhina marinkellei
Lonchorhina marinkellei là một loài động vật có vú trong họ Dơi mũi lá, bộ Dơi. Loài này được Hernández-Camacho & Cadena-G. mô tả năm 1978.